# Tavenna
Tavenna é uma comuna italiana da região do Molise, província de Campobasso, com cerca de 991 habitantes. Estende-se por uma área de 21 km², tendo uma densidade populacional de 47 hab/km². Faz fronteira com Acquaviva Collecroce, Mafalda, Montenero di Bisaccia, Palata, San Felice del Molise.

## Demografia
| Variação demográfica do município entre 1861 e 2011                               |
|                                                                                   |
| Fonte: Istituto Nazionale di Statistica (ISTAT) - Elaboração gráfica da Wikipedia |